# Architekturführer
Der Architekturführer dokumentiert als Nachschlagewerk oder spezifische Form des Reiseführers die Bauwerke einer Region, indem er sie geografisch verortet, aus baugeschichtlicher oder kunsthistorischer Perspektive beschreibt, möglichst ihrem jeweiligen Urhebern zuweist und in ihren Kontext einordnet. Das Ordnungssystem für die dargestellten Objekte reicht von einer lokalen Gliederung über eine alphabetische bis zur thematischen Sortierung. Den Einzelobjekten an die Seite gestellt werden auch häufig Essays und andere Hintergrundinformationen zur Stadtentwicklung.
Bauwerke waren immer schon Bestandteil der Reiseliteratur und später der Reiseführer. Als erste deutschsprachige Buchveröffentlichung, die das Buchgenre explizit im Titel trägt, gilt Alt-Winterthur. Ein Architekturführer, verfasst 1964 von Richard Züricher mit Fotos von Fritz Maurer. Inzwischen hat sich das Genre etabliert, so dass ihm einige Verlage einen Schwerpunkt widmen, so etwa seit 1989 der Dietrich Reimer Verlag, der Berliner Architekturverlag DOM publishers, dessen Architekturführer-Reihe mit einem Iconic Award 2014 sowie einem ITB BookAward 2017 ausgezeichnet wurde, oder der Verlag Dreiviertelhaus.